# Società Sportiva Juve Stabia
La Società Sportiva Juve Stabia es un club de fútbol de Italia, con sede en Castellammare di Stabia (Nápoles), en Campania. Fue fundado en 1907 y refundado en varias oportunidades. Compite en la Serie B, segunda categoría del fútbol italiano.

## Historia

### De S.C. Stabia a S.S. Juve Stabia

#### S.C. Stabia
Los orígenes del fútbol en Castellammare di Stabia se remontan al 19 de marzo de 1907, cuando Pauzano Weiss y los hermanos Romano fundaron el club Sporting Club Stabia. Luego cambió su nombre a F.C. Stabiese en 1930. En el verano de 1933, se declara en bancarrota.

#### A.C. Stabia
Stabia fue refundada como Associazione Calcio Stabia por Salvatore Russo en 1933. En la temporada 1951-52 jugó en la Serie B, la categoría de plata en Italia. Sin embargo, en 1953 se declaró en bancarrota.

#### S.S. Juve Stabia
En 1953, el segundo club de la ciudad, Società Sportiva Juventus Stabia, fundado en el año 1945, se convierte en el equipo principal de Castellammare di Stabia y hereda la tradición deportiva de su club anterior. El club se declara nuevamente en bancarrota en 2001.

### De Comprensorio Stabia a S.S. Juve Stabia
En el verano de 2002, el empresario Paolo D'Arco adquirió los derechos deportivos del Comprensorio Nola, equipo de la Serie D, cambiándole el nombre inmediatamente por Comprensorio Stabia y desde el verano de 2003 con el nombre actual. Al final de la temporada, fue ascendido a la Serie C2 y luego a la Serie C1. En la temporada 2008-09, el club fue relegado a Lega Pro Seconda Divisione, pero fue ascendido de inmediato la próxima temporada. 

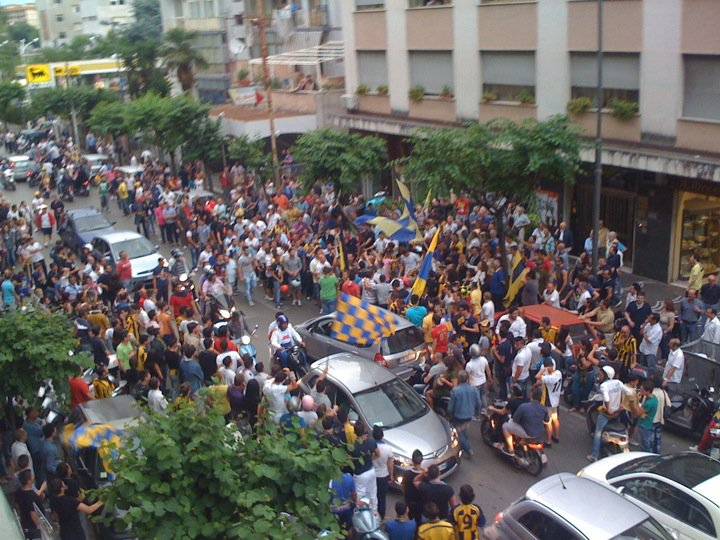
Celebración de los aficionados con motivo del regreso a la Serie B en 2011.

En la temporada 2010-11, Juve Stabia fue ascendido a la Serie B después de 59 años. Los gialloblù quedaron por tres temporadas en la categoría de plata, hasta bajar, en 2014, a la Lega Pro.
En la temporada 2018‑19 de la Serie C, la Juve Stabia consiguió el título del Grupo C y ascendió a la Serie B con dos jornadas de antelación, gracias a una victoria clave por 2‑1 sobre la Vibonese en condición de local. En la campaña 2019‑20, ya en la segunda categoría del fútbol italiano, el conjunto campano mantuvo un rendimiento aceptable hasta el parón general por la pandemia de COVID-19. No obstante, tras la reanudación obtuvo solo cinco puntos en los diez partidos restantes y finalizó en la penúltima posición, descendiendo así de nuevo a la Serie C.
Durante las tres temporadas siguientes en la tercera división, Juve Stabia participó en los play-off de ascenso en dos ocasiones, sin éxito. En la temporada 2023‑24, el club volvió a alcanzar la cima del Grupo C de la Serie C, logrando un nuevo ascenso a la Serie B con tres fechas de anticipación. Ese mismo año, la escuadra estableció un récord histórico de 79 puntos en la fase regular y mantuvo la condición de invicto como local.
La Juve Stabia concluyó la Serie B 2024-25 en quinta posición, logrando un histórico acceso a los playoffs de ascenso. Tras vencer al Palermo en la ronda preliminar por 1-0, los gialloblù se enfrentaron a la Cremonese en semifinales. En el partido de ida, disputado el 21 de mayo de 2025 de local, Juve Stabia ganó 2-1 con goles de Pierobon y Adorante, mientras que Johnsen anotó para los rivales; sin embargo, en la vuelta perdió 3-0 y no pudo avanzar a la final.

## Estadio

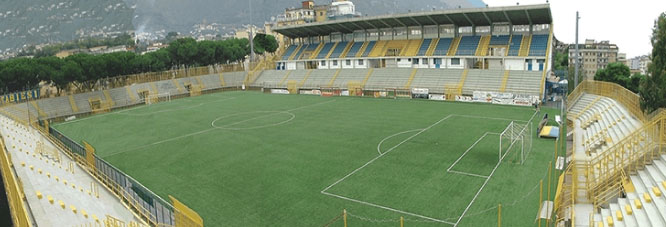
Estadio Romeo Menti.

## Palmarés

### Torneos interregionales
- Serie C (4): 1947-48 (Liga Sur Grupo R), 1950-51 (Grupo D), 2018-19 (Grupo C), 2023-24 (Grupo C)
- Copa Italia Serie C (1): 2010-11
- Serie C2 (1): 1992-93 (Grupo C)
- Lega Pro Seconda Divisione (1): 2009-10 (Grupo C)
- Serie D (3): 1971-72 (Grupo G), 1978-79 (Grupo F), 2003-04 (Grupo G)
- Copa Italia Serie D (1): 2003-04
- Campionato Interregionale (2): 1984-85 (Grupo L), 1990-91 (Grupo L)

### Torneos regionales
- Campionato campano (1): 1945